# Mistrzostwa Włoch w rugby union kobiet (2008/2009)
Mistrzostwa Włoch w rugby union kobiet (2008/2009) – osiemnasta edycja zarządzanej przez Federazione Italiana Rugby najwyższej klasy rozgrywkowej w kobiecym rugby union we Włoszech, a dwudziesta piąta ogółem. Zawody odbywały się w dniach 12 października 2008 – 31 maja 2009. Tytułu mistrzowskiego zdobytego w poprzednim sezonie broniła drużyna Red Panthers.
W powtórce finału z zeszłego roku, ponownie lepsze były rugbystki z Treviso pokonując na rzymskim Stadio Flaminio zawodniczki Riviera del Brenta, zdobywając tym samym piętnasty oficjalny tytuł mistrza Włoch.

## System rozgrywek
Rozgrywki ligowe prowadzone były w pierwszej fazie systemem kołowym według modelu dwurundowego w okresie jesień-wiosna. Druga faza rozgrywek dla czołowych czterech drużyn obejmowała mecze systemem pucharowym o mistrzostwo kraju. Półfinały rozgrywane były na boisku drużyny, która po rundzie zasadniczej była wyżej sklasyfikowana. Finał zaś odbył się na neutralnym stadionie.

## Faza grupowa

### Wyniki
| 12-10-2008 | 1 ⇐ kolejka ⇒ 8             | 21-12-2008 |
| ---------- | --------------------------- | ---------- |
| 31-5       | Treviso - Monza             | 20-6       |
| 7-35       | Orso - Red & Blu            | 5-60       |
| 0-78       | Pesaro - Riviera del Brenta | 0-110      |

| 2-11-2008 | 4 ⇐ kolejka ⇒ 11             | 25-1-2009 |
| --------- | ---------------------------- | --------- |
| 46-3      | Monza - Orso                 | 113-0     |
| 36-8      | Treviso - Riviera del Brenta | 32-0      |
| 22-0      | Piacenza - Pesaro            | 29-5      |

| 7-12-2008 | 7 ⇐ kolejka ⇒ 14              | 26-4-2009 |
| --------- | ----------------------------- | --------- |
| 0-107     | Orso - Treviso                | 0-139     |
| 37-5      | Red & Blu - Pesaro            | 17-0      |
| 27-0      | Riviera del Brenta - Piacenza | 22-0      |

| 19-10-2008 | 2 ⇐ kolejka ⇒ 9           | 11-1-2009 |
| ---------- | ------------------------- | --------- |
| 75-0       | Riviera del Brenta - Orso | 95-0      |
| 3-22       | Red & Blu - Treviso       | 5-79      |
| 19-0       | Monza - Piacenza          | 10-0      |

| 23-11-2008 | 5 ⇐ kolejka ⇒ 12  | 5-4-2009 |
| ---------- | ----------------- | -------- |
| 7-20       | Orso - Piacenza   | 0-128    |
| 0-12       | Red & Blu - Monza | 10-3     |
| 5-88       | Pesaro - Treviso  | 0-137    |

| 26-10-2008 | 3 ⇐ kolejka ⇒ 10               | 18-1-2009 |
| ---------- | ------------------------------ | --------- |
| 0-74       | Piacenza - Treviso             | 0-65      |
| 24-12      | Riviera del Brenta - Red & Blu | 13-6      |
| 0-72       | Pesaro - Monza                 | 0-84      |

| 30-11-2008 | 6 ⇐ kolejka ⇒ 13           | 19-4-2009 |
| ---------- | -------------------------- | --------- |
| 15-0       | Pesaro - Orso              | 10-5      |
| 0-32       | Piacenza - Red & Blu       | 7-19      |
| 3-9        | Monza - Riviera del Brenta | 5-7       |

## Faza pucharowa

### Półfinały
| 3 maja 2009 | Red Panthers | 52:0 | Red & Blu | Treviso |
| 3 maja 2009 |              | 52:0 |           | Treviso |

| 3 maja 2009 | Riviera del Brenta | 13:0 | Monza | Mira |
| 3 maja 2009 |                    | 13:0 |       | Mira |

### Finał
| 31 maja 2009 | Red Panthers | 18:14 | Riviera del Brenta | Stadio Flaminio, Rzym |
| 31 maja 2009 |              | 18:14 |                    | Stadio Flaminio, Rzym |